# Атлантіс (шатл)

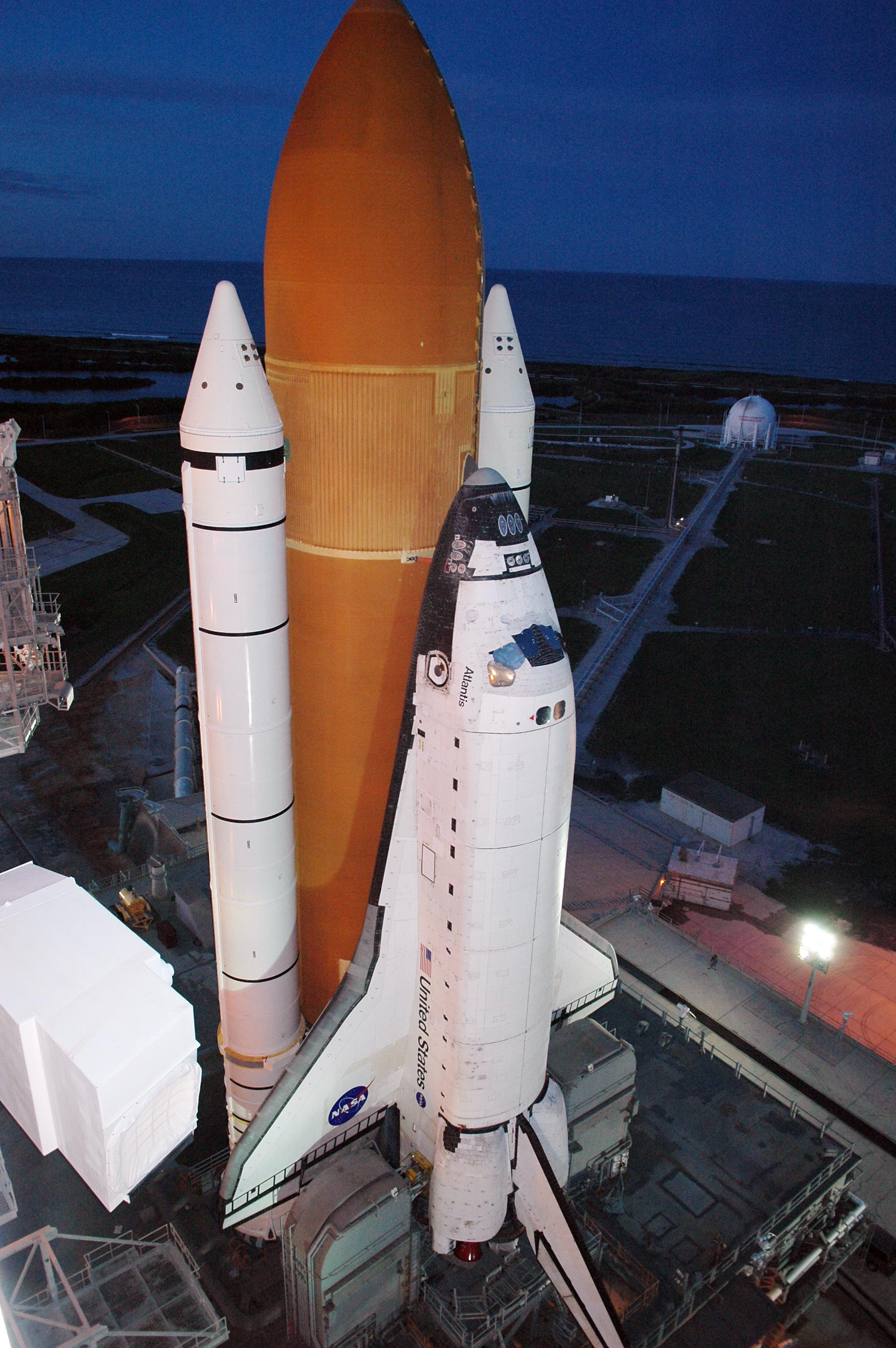
«Атлантіс» на старті, вересень 2006

Атлантіс (англ. Atlantis — «Атлантида») — багаторазовий транспортний космічний корабель НАСА.
«Атлантіс» — четвертий космічний човник, переданий в експлуатацію НАСА у квітні 1985 року. Шатл названий на честь океанографічного дослідницького вітрильного судна, яке було в експлуатації з 1930 по 1966 роки і належало океанографічному інституту у «Вудс Гоул». «Атлантіс» має позначення OV-104 (Orbiter Vehicle-104).
При будівництві «Атлантіса» внесено багато покращень порівняно з його попередниками — зокрема, він легший за шатл «Колумбія» на 3,2 тонни.
Перший політ «Атлантіс» здійснив у жовтні 1985 року, це був один із п'яти польотів для Міністерства оборони США. Починаючи з 1995 року «Атлантіс» здійснив сім польотів до російської космічної станції «Мир», зокрема доставив додатковий стикувальний модуль для станції «Мир» і здійснював зміну екіпажів станції «Мир».
З листопада 1997 по липень 1999 року «Атлантіс» модифікували, зробивши близько 165 удосконалень.

## Польоти
Станом на травень 2010 року шатл «Атлантіс» здійснив 32 космічні польоти, провів на орбіті 294 дні, до складу його екіпажу входили 191 особа.
| №  | Дата              | Позначення | Програма польоту                                                                                      |
| -- | ----------------- | ---------- | --- |
| 1  | 3 жовтня 1985     | STS-51-J   | Політ для міністерства оборони США                                                                    |
| 2  | 26 листопада 1985 | STS-61-B   | Запуск супутників Morelos-B, Optus-A2, Satcom-K2 і OEX Target                                         |
| 3  | 2 грудня 1988     | STS-27     | Політ для міністерства оборони США                                                                    |
| 4  | 4 травня 1989     | STS-30     | Запуск космічного зонда «Магеллан»                                                                    |
| 5  | 18 жовтня 1989    | STS-34     | Запуск космічного зонда «Галілео»                                                                     |
| 6  | 28 лютого 1990    | STS-36     | Політ для міністерства оборони США                                                                    |
| 7  | 15 листопада 1990 | STS-38     | Політ для міністерства оборони США.                                                                   |
| 8  | 5 квітня 1991     | STS-37     | Запуск обсерваторії гамма-променів (Gamma Ray Observatory)                                            |
| 9  | 2 серпня 1991     | STS-43     | Запуск трансляційного супутника                                                                       |
| 10 | 24 листопада 1991 | STS-44     | Політ для міністерства оборони США                                                                    |
| 11 | 24 березня 1992   | STS-45     | Експерименти з атмосферним лабораторією                                                               |
| 12 | 31 липня 1992     | STS-46     | Запуск супутника ЄСА                                                                                  |
| 13 | 3 листопада 1994  | STS-66     | Експерименти з атмосферним лабораторією                                                               |
| 14 | 27 червня 1995    | STS-71     | Перша стиковка шатлу зі станцією «Мир»                                                                |
| 15 | 12 листопада 1995 | STS-74     | Доставка стикувального модуля для станції «Мир»                                                       |
| 16 | 22 березня 1996   | STS-76     | Стиковка зі станцією «Мир»                                                                            |
| 17 | 16 вересня 1996   | STS-79     | Стиковка зі станцією «Мир», заміна екіпажу                                                            |
| 18 | 12 січня 1997     | STS-81     | Стиковка зі станцією «Мир», заміна екіпажу                                                            |
| 19 | 15 травня 1997    | STS-84     | Стиковка зі станцією «Мир», заміна екіпажу                                                            |
| 20 | 25 вересня 1997   | STS-86     | Стиковка зі станцією «Мир», заміна екіпажу                                                            |
| 21 | 19 травня 2000    | STS-101    | Монтаж МКС                                                                                            |
| 22 | 8 вересня 2000    | STS-106    | Монтаж МКС                                                                                            |
| 23 | 7 лютого 2001     | STS-98     | Монтаж МКС                                                                                            |
| 24 | 12 липня 2001     | STS-104    | Монтаж МКС                                                                                            |
| 25 | 8 квітня 2002     | STS-110    | Монтаж МКС                                                                                            |
| 26 | 7 жовтня 2002     | STS-112    | Монтаж МКС                                                                                            |
| 27 | 9 вересня 2006    | STS-115    | Перший, після понад трирічної перерви політ шаттла, монтаж і постачання МКС (сегментів P3 і P4)       |
| 28 | 8 червня 2007     | STS-117    | Доставка та монтаж сегментів ферменних конструкції S3/S4                                              |
| 29 | 7 лютого 2008     | STS-122    | Монтаж і постачання МКС                                                                               |
| 30 | 11 травня 2009    | STS-125    | Технічне обслуговування телескопа «Хаббл»                                                             |
| 31 | 16 листопада 2009 | STS-129    | Монтаж і постачання МКС                                                                               |
| 32 | 14 травня 2010    | STS-132    | Монтаж і постачання МКС                                                                               |
| 33 | 8 липня 2011      | STS-135    | Монтаж і постачання МКС, останній політ шаттла «Атлантіс» і останній політ за програмою «Спейс Шаттл» |

## Виведення з експлуатації
Шатл «Атлантіс» успішно виконав свій 33-й політ та успішно приземлився у четвер у Космічному центрі імені Кеннеді, Shuttle Landing Facility, Runway 50 із 200 орбіти, під час якого шатл доставив на МКС черговий модуль, це 12-й і останній політ «Атлантіса» до МКС. Екіпаж складався з 4 осіб. Через деякий час після зняття реактивних двигунів та, можливо, деяких інших деталей, стане музейним експонатом в Космічному центрі імені Кенеді на мисі Канаверал.
Попередні два шаттли, «Діскавері» та «Індевор», які зробили останні місії у вересні 2010 та червні 2011 року відповідно, вже відправлені до музею. Потім польоти до МКС будуть здійснювати російські «Союзи».
Передбачалося, що до 2015 року буде створено новий американський космічний корабель «Оріон» і ракети-носії серії «Арес», проте в лютому 2010 року Білий дім вирішив відмовитися від цих планів.

## Цікаві факти
- Шатл «Атлантіс» брав участь у зйомках фільму «Армагеддон», що вийшов на екрани в 1998 році[1].
- «Атлантіс» доставляв космонавтів на орбітальну станцію «Мир», з 1995 по 1997 роки 7 разів пристиковувався до станції[1].

## Галерея
|                                                                        |                                                                                     |                                                                          |                                                                                              | |
| Перший політ '«Атлантіс» і місія STS-51-J.                             | Нижня частина «Атлантіса» в STS-117, коли він підійшов до МКС та виконав переворот. | Atlantis приземлюється в Космічному центрі імені Кеннеді, місія STS-122. | Atlantis привіз сегмент S1 Truss, місія STS-112.                                             | Atlantis і його місія STS-125, рандеву із телескопом Хаббл.                                                   |
|                                                                        |                                                                                     |                                                                          |                                                                                              | |
| Space Shuttle"Атлантіс" після відстикування від МКС 17 вересня 2006 р. | Спейс Шаттл «Атлантіс»' приземляється в 1997 р, після завершення STS-86.            | «Атлантіс» на Shuttle Carrier Aircraft в 1998 р.                         | Вигляд «Атлантіс» згори, коли він стоїть на Рухомій стартовій платформі перед місією STS-79. | Вигляд «Атлантіс» згори під час STS-115, так як це видно Експедиції 13 на борту Міжнародної космічної станції |
|                                                                        |                                                                                     |                                                                          |                                                                                              | |
| Останній політ за програмою Space Shuttle, STS-135                     |                                                                                     |                                                                          |                                                                                              | |

### Емблеми Польоти Атлантіса
| Емблеми Польоти «Атлантіс» | Емблеми Польоти «Атлантіс» | Емблеми Польоти «Атлантіс» | Емблеми Польоти «Атлантіс» | Емблеми Польоти «Атлантіс» | Емблеми Польоти «Атлантіс» | Емблеми Польоти «Атлантіс» |
| -------------------------- | -------------------------- | -------------------------- | -------------------------- | -------------------------- | -------------------------- | -------------------------- |
|                            |                            |                            |                            |                            |                            |                            |
| STS-51-J                   | STS-61-B                   | STS-27                     | STS-30                     | STS-34                     | STS-36                     | STS-38                     |
|                            |                            |                            |                            |                            |                            |                            |
| STS-37                     | STS-43                     | STS-44                     | STS-45                     | STS-46                     | STS-66                     | STS-71                     |
|                            |                            |                            |                            |                            |                            |                            |
| STS-74                     | STS-76                     | STS-79                     | STS-81                     | STS-84                     | STS-86                     | STS-101                    |
|                            |                            |                            |                            |                            |                            |                            |
| STS-106                    | STS-98                     | STS-104                    | STS-110                    | STS-112                    | STS-115                    | STS-117                    |
|                            |                            |                            |                            |                            |                            |                            |
| STS-122                    | STS-125                    | STS-129                    | STS-132                    | STS-135                    |                            |                            |

## Виноски
1. 1 2 3 4  / «Атлантис». Пенсия за выслугу лет[недоступне посилання з лютого 2019] // http://ru.euronews.net [Архівовано 23 квітня 2011 у Wayback Machine.]
2. ↑  Телескоп Hubble готовится к запуску. [Архівовано 4 березня 2016 у Wayback Machine.], Информационное агентство «Комментатор»
3. ↑  Шаттл «Атлантіс» стартував до МКС [Архівовано 17 травня 2010 у Wayback Machine.] — ТСН, 14-5-2010
4. ↑  Mission STS-135 summary (PDF). Архів оригіналу (PDF) за 16 липня 2011. Процитовано 9 липня 2011. [Архівовано 2011-07-16 у Wayback Machine.]
5. ↑  NASA отправит списанные шаттлы Discovery, Atlantis и Endeavour в музеи. Архів оригіналу за 20 квітня 2011. Процитовано 9 липня 2011.